# Diplazium pseudodoederleinii
Diplazium pseudodoederleinii är en majbräkenväxtart som beskrevs av Bunzo Hayata.
Diplazium pseudodoederleinii ingår i släktet Diplazium och familjen Athyriaceae. Inga underarter finns listade i Catalogue of Life.